# Yuzuriha Karen
Yuzuriha Karen (楪 カレン 28 tháng 3 năm 2001 –) là một nữ diễn viên khiêu dâm người Nhật Bản. Cô thuộc về công ti T-Powers.

## Sự nghiệp
Tháng 2/2021, cô ra mắt ngành phim khiêu dâm.
Từ tháng 5/2021, cô là nữ diễn viên độc quyền của hãng OPPAI.
Tháng 8/2021, cô xếp thứ 14 trong "Bảng xếp hạng nữ diễn viên gợi cảm nửa đầu năm 2021 chọn bởi 300 độc giả" trong một cuộc thăm dò ý kiến của FLASH (Kobunsha).
Từ tháng 10/2021, cô là nữ diễn viên độc quyền của hãng OPPAI và Premium.
Phim của cô "Bắn không giới hạn! Khi chơi bạn có thể bắn ra với số lần tùy thích với lượng xà phòng không giới hạn!" (発射無制限！プレイの途中で何度発射してもOKいつでも出し放題ソープ) là phim khiêu dâm bán chạy nhất của OPPAI năm 2021 và phim đã được giới thiệu trên tạp chí Playboy hàng tuần của Shūeisha.
Cô đã xếp thứ 2 trong bảng xếp hạng nữ diễn viên gợi cảm do FLASH công bố.
Năm 2021, FANZA thông báo cô xếp thứ 19 theo bảng xếp hạng nữ diễn viên khiêu dâm hàng năm.
Tháng 3/2022, phim của cô "Bắn không giới hạn! Khi chơi bạn có thể bắn ra với số lần tùy thích với lượng xà phòng không giới hạn!" (発射無制限！プレイの途中で何度発射してもOKいつでも出し放題ソープ) đã nhận giải Hình ảnh tốt nhất tại Giải thưởng Erodemy 2022 do tạp chí Playboy hàng tuần tổ chức.
Tháng 4/2022, cô được chọn làm nữ diễn viên đại diện cho "Chiến dịch cảm ơn khán giả Tuần lễ Vàng năm 2022" của FANZA.
Tháng 5/2022, cô xếp thứ 39 trong bảng "bầu cử nữ diễn viên phim khiêu dâm SEXY đang hoạt động 2022" của Asahi Geino.
Tháng 7/2022, cô được chọn làm nữ diễn viên đại diện cho "Chiến dịch CSK năm 2022 Ngực! Mông! Eo!" của FANZA. Cô đã xếp thứ 7 trong bảng xếp hạng nữ diễn viên khiêu dâm nửa đầu năm 2022 của FANZA.
Được phát hành trước đó vào tháng 1, phim của cô "Mặc dù điều đó đáng lẽ bị cấm...Người phụ nữ này bí mật cầu xin được chảy tràn tinh dịch! Bắn không giới hạn 5 cảnh quan hệ của cô gái trong trang phục thỏ" (本番禁止のハズなのに…嬢からこっそり中出しおねだり！ 発射無制限 逆バニー風俗5本番) đã trở thành phim bán chạy nhất năm của Premium.
Cô đã xếp thứ 4 trong bảng xếp hạng nữ diễn viên khiêu dâm hàng năm năm 2022 theo thông cáo của FANZA.
Trong bảng xếp hạng sàn video FANZA hàng tuần ngày 30/1/2023, phim của cô "Khi tôi phàn nàn với người hàng xóm về phòng chứa rác, bác Kodo trở thành một con quái vật tình dục! Tôi chịu bị quan hệ và chảy tràn tinh dịch mà không rút ra ngoài và không ngừng trong một mùi kì lạ Yuzuriha Karen" (隣家のゴミ部屋へ苦情を言ったらコドおじが性欲モンスター化！異臭の中で絶対に逃がさない抜かずの孕ませ絶倫ホールド中出し 楪カレン) đã xếp thứ nhất.
Tháng 5/2023, cô xếp thứ 40 trong bảng "bầu cử nữ diễn viên phim khiêu dâm SEXY đang hoạt động 2023" của Asahi Geinō. Số liệu cho rằng cô nổi tiếng hơn với "người lớn tuổi" hơn là người trẻ.  Ngày 24/5, cô trình diễn trực tiếp lần đầu tại sự kiện "Chương trình đặc biệt của tân binh vol.73 Chúng ta hãy gặp nhau trên mặt trăng" (月で逢いましょうvol.73 ニューカマースペシャル).
Trong bảng xếp hạng sàn video FANZA hàng tuần ngày 19/6/2023, phim của cô "Tôi đã cương cứng khi thấy bạn gái ngực lớn bị hiếp dâm bởi dân anh chị (DQN) dùng thuốc kích dục và bị chảy tràn tinh dịch đến khi tinh dịch chảy ngược ra Yuzuriha Karen" (僕の巨乳彼女がDQN達に媚薬を使って犯●れブリブリ精子が逆流するまで中出しされるキメセク姿を見て勃起した 楪カレン) đã xếp thứ nhất. Cô cũng đã xếp thứ 8 trong bảng xếp hạng nữ diễn viên khiêu dâm nửa đầu năm 2023 của FANZA.

## Đời tư
- Cô đến từ Okinawa.[2] Cô được sinh ra và lớn lên tại Uchinanchu, Okinawa.[21] Vì thế mọi người thường nghĩ cô biết bơi lội, nhưng cô đã nói rằng cô là "người bơi trong vô vọng".[22]
- Tình yêu của cô với đua ngựa lớn dần, và cô đã bắt đầu cưỡi ngựa như một sở thích vào năm 2021.[21]
- Ngực của cô đã to ra từ khi cô học lớp 4.[6]
- Lần đầu cô quan hệ tình dục là vào năm ba trung học, với mội giáo viên trung học cô có tình cảm. Kể từ đó, cô đã xem phim khiêu dâm và trân trọng sự lãng mạn giữa giáo viên và học sinh, nói rằng phim khiêu dâm là một tác phẩm về tình yêu trong một cuộc phỏng vấn.[6]
- Nam diễn viên Shibue Jōji đã miêu tả cơ thể cô: "Cô ấy có có một cơ thể mảnh mai mới bộ ngực nở và đàn hồi. Những đường gân nổi bật trông rất sống động và gợi cảm."[23] Ban biên tập Asahi Geinō đã viết rằng ngực bổ nổi bật không chỉ vì kích cỡ và hình dáng hướng lên, mà cũng là sự cân bằng khơi gợi ta muốn liếm nó và "làm bạn muốn tôn thờ nó".[24] Cô cũng đã được đề cử cho "Giải thưởng Ngực đẹp và lôi cuốn cùng BODY gợi tình" của Giải thuởng phim khiêu dâm Asagei 2022" vì độ cứng của ngực cô có thể bật ngón tay ra khi nhấn vào.[24]
- Trong đợt cao điểm Yuyake năm 2023, phim của cô là một trong những đối tượng trong cuộc điều tra tâm lí nhân vật trong các cảnh yêu đuơng trong các phim kế tiếp nhau.[25]